# Чипреси (Кјети)
Чипреси (итал. Cipressi) је насеље у Италији у округу Кјети, региону Абруцо.
Према процени из 2011. у насељу је живело 37 становника. Насеље се налази на надморској висини од 227 м.